# Kunice (Słubice)
Pour les articles homonymes, voir Kunice.
Kunice (prononciation : [kuˈɲit͡sɛ]; en allemand : Kunitz) est un village de la gmina de Słubice dans le powiat de Słubice de la voïvodie de Lubusz dans l'ouest de la Pologne.

## Géographie
La localité est située dans la région historique de la Nouvelle-Marche ; à l'ouest, l'Oder marque la frontière avec l'Allemagne. Le quartier de Kunitzer Loose, sur la rive gauche, appartient maintenant à la commune voisine de Wiesenau.
Kunice se trouve à environ 11 kilomètres au sud-est de Słubice (siège de la gmina et du powiat), 66 kilomètres au sud-ouest de Gorzów Wielkopolski (capitale de la voïvodie) et 69 kilomètres au nord-ouest de Zielona Góra (siège de la diétine régionale).

## Histoire
Le lieu de Cunice est mentionné dans les documents pour la première fois dans un acte de 12 mai 1282, fait par Lech II le Noir, princeps de Pologne. À cette époque, les domaines appartenaient au pays de Lubusz (ziemia lubuska) et ont été graduellement incorporés à la marche de Brandebourg sous le règne de la maison d'Ascanie. En 1373, Kunitz est acquis par les citoyens de Francfort-sur-l'Oder, conjointement avec les villages de Schwetig, Kunersdorf, Reipzig et Trettin. En 1477, la région fut dévastée par les troupes du duc silésien Jean II de Żagań au cours d'une expédition militaire contre l'électeur Albert III Achille de Brandebourg.
Dès 1815, la commune est incorporée dans l'arrondissement de Sternberg-en-Nouvelle-Marche puis à l'arrondissement de Sternberg-Ouest dans le district de Francfort, l'un des deux districts de la province prussienne de Brandebourg. Occupé par l'Armée rouge le 3 février 1945, le village retourne à la république de Pologne avec la mise en œuvre de la ligne Oder-Neisse après la Seconde Guerre mondiale. La population d'origine allemande est expulsée et remplacée par des Polonais.
De 1975 à 1998, le village appartenait administrativement à la voïvodie de Gorzów.

Depuis 1999, il appartient administrativement à la voïvodie de Lubusz